# Nob Island
Nob Island (in der Kurzform von englisch knob, deutsch ‚Knopf, Knubbel, Knauf‘) ist eine Insel im Wilhelm-Archipel vor der Westküste der Antarktischen Halbinsel. Sie ist die größte in der Gruppe der Anagram Islands und liegt auf der Südseite der French Passage.
Das UK Antarctic Place-Names Committee benannte sie 1961. Namensgebend ist eine schwarze und nahezu eisfreie Felsformation an der Nordseite der Insel, die als hilfreiche Landmarke für die Navigation durch die French Passage dient.